# Santi Urbano e Lorenzo a Prima Porta (titre cardinalice)
La diaconie cardinalice de Santi Urbano e Lorenzo a Prima Porta (Saints Urbain et Laurent à Prima Porta) est instituée le 26 novembre 1994 par Jean-Paul II et rattachée à l'église Santi Urbano e Lorenzo (it) qui se trouve dans la zone Prima Porta au nord de Rome.

## Titulaires
- Gilberto Agustoni (1994-2005), titre pro hac vice (2005-2017)
- Víctor Manuel Fernández (depuis 2023)

### Source
- (it) Cet article est partiellement ou en totalité issu de l’article de Wikipédia en italien intitulé « Santi Urbano e Lorenzo a Prima Porta (diaconia) » (voir la liste des auteurs).